# Roy Harper (personaggio)
Roy William Harper Jr. è un personaggio dei fumetti DC Comics.
È stato per decenni il giovane assistente di Freccia Verde (come lo è, ad esempio, Robin per Batman), con il nome di Speedy I. La versione moderna ha assunto inizialmente l'identità di Arsenale, per poi aggregarsi alla JLA come Freccia Rossa.
Roy/Speedy ha fatto parte dei Teen Titans, gruppo formato da tutte le "spalle" adolescenti dell'universo DC (Robin, Kid Flash, Wonder Girl e Aqualad) ed è stato il primo personaggio dei fumetti a soffrire di tossicodipendenza; difatti Roy per molti anni ha combattuto con la dipendenza dall'eroina.
Roy Harper ha poi vinto la sua battaglia con la droga, e nel fumetto è divenuto padre di una bambina di nome Lee Anne, nata da una relazione con la supercriminale Cheshire.
Caratteristiche del personaggio è un carattere strafottente (che però usa per celare una certa insicurezza) e una fama da playboy.

## Biografia

### Speedy
Il padre di Roy, Roy Harper Senior, era un ranger dell'Arizona molto amico di una tribù di Navajo. Quando morì cercando di spegnere un incendio in un bosco, il capo tribù, Arco Impavido (BraveBow) decise di prendere il piccolo Roy con loro, crescendolo come suo figlio.
Roy crebbe nella riserva con la tribù Navajo, imparando a cavalcare e a tirare con l'arco, divenendo persino più abile del suo maestro.
Diventato adolescente Roy chiese in sposa una ragazza Navajo, ma gli venne proibito. Arco Impavido si convinse che il posto di Roy era tra gli uomini bianchi e chiese ad un suo caro amico, il miliardario Oliver Queen, di prendersene cura. Impressionato dall'abilità che il ragazzo aveva nel tiro con l'arco e, prendendo spunto da Batman e Robin, lo prese come spalla e gli insegnò i trucchi per combattere il crimine. Soprannominato Speedy per la sua velocità nello scoccare frecce, Roy cominciò con grande entusiasmo la sua nuova vita di giustiziere, unendosi anche ai Teen Titans del primo Robin (Dick Grayson).
Col tempo però, Roy cominciò a sentirsi trascurato da Oliver, che tra i suoi impegni con la Justice League, con Black Canary II (Dinah Laurel Lance) e con Hal Jordan gli dedicava sempre meno tempo.
Quando Ollie e Hal partirono per il loro viaggio attraverso l'America, Roy cadde in depressione e cominciò a far uso di eroina: senza rendersene conto divenne un tossicodipendente, e fu solo grazie alle amorevoli cure di Dinah Laurel Lance (la seconda Black Canary), del suo grande amico Dick Grayson (Nightwing) e dell'amica Barbara Gordon (Batgirl) che Roy riuscì infine a disintossicarsi. Ollie, nel frattempo, si fece notare per la sua assenza, cosa che ferì molto Roy, che lo accusò di essere un pessimo mentore. I due non si parlarono per anni, e occorse molto tempo prima di riconciliarsi. Roy e Ollie hanno appianato ogni divergenza e, sebbene Oliver abbia un figlio biologico (Connor Hawke) i due hanno un legame padre-figlio molto forte: lo stesso Connor considera Roy una sorta di fratello maggiore.

### Arsenale
Roy si unì alla formazione dei Titans, assumendo il nome di Arsenal; durante questa permanenza conobbe Cheshire (Jade Nguyen), una supercriminale con la quale ebbe una relazione: frutto di quell'amore fu una bellissima bambina di nome Lian, che Roy sta crescendo con tanto amore, aiutato da Dinah Laurel Lance e dal redivivo Ollie (resuscitato da Parallax)
Sebbene in apparenza sia spavaldo, Roy è stato a lungo un ragazzo molto insicuro e solo dopo la nascita di Lian sta cominciando a mostrare segni di maturità, sebbene (al pari del suo mentore) non perde occasione per fare il cascamorto con le fanciulle.
Ragazzo in apparenza superficiale, Roy prova dei sentimenti molto profondi per i suoi cari: i Titans originali Dick Grayson, Wally West (Kid Flash), Donna Troy (Wondergirl) e Garth (il primo Aqualad; successivamente si farà chiamare Tempest) sono per lui come fratelli, mentre è immensa la gratitudine che Roy prova per Ollie (per lui come un padre), Dinah Laurel Lance (senza la quale non sarebbe uscito dalla sua tossicodipendenza) e Bruce Wayne (colui che gli ha insegnato ad essere senza paura).

### Freccia Rossa
Roy è stato scelto per divenire un membro titolare della formazione della JLA, adottando il nome di Red Arrow in onore di Oliver Queen. Ha avuto una storia con la sua compagna di squadra Hawkgirl (Kendra Saunders). Le cose sembravano andare per il meglio per lui, quando a causa del criminale noto come Prometeus il suo mondo crollò: il criminale non solo gli ha mozzato il braccio in combattimento, ma ha causato un terremoto a Star City, in cui è morta l'amata figlioletta di Roy, Lian.
Roy, pieno di rabbia e dolore, desidera vendetta ma scopre che questa gli è stata negata dal suo mentore Freccia Verde, che ha ucciso il criminale prima che lo trovasse lui. A causa di un'infezione alla ferita, Roy non può usare permanentemente la protesi bionica preparatagli dall'amico Cyborg (Victor Stone), e deve ingerire grandi dosi di antidolorifici.
Nel pieno dello sconforto e della depressione, Roy ricade nel baratro dell'eroina, riprendendo a bucarsi. Fermato dal nuovo Batman (Dick Grayson) e grazie all'amica di sempre Barbara Gordon, Roy viene rinchiuso in una clinica per disintossicarsi. Ma la visione della figlia che chiede vendetta preme nella psiche di Roy, che fugge e si reca nel penitenziario per uccidere il complice di Prometeus, il criminale Electrocutioner, che lo aiutò a causare il terremoto di Star City. Lì trova Oliver, in attesa del processo, che cerca di impedirgli di commettere l'omicidio.
Roy è pieno di rabbia e riesce nel suo intento, nonostante l'intervento del suo mentore. Da quel momento Roy diventa un Red Arrow violento e sanguinario che scarica la sua rabbia sulla criminalità.

## Poteri e abilità
Roy Harper è privo di superpoteri, ma al pari del suo maestro Green Arrow è un arciere infallibile. La sua protesi bionica è in grado di sparare vari tipi di raggi e impulsi energetici e possiede una forza sovrumana che permette a Roy di frantumare il granito a pugni. Diversamente da Oliver Queen, nei panni di Arsenal ha fatto uso anche di altre armi, come ad esempio pistole, boomerang, bastoni Eskrima e pugnali da lancio e possiede un costume fatto di Kevlar in grado di resistere ad armi da fuoco e a esplosioni. Roy possiede doti atletiche straordinarie in particolare velocità, riflessi, destrezza e agilità e grande abilità come acrobata e grazie alla sua giovinezza Roy è più veloce di Oliver. Anche senza la sua protesi bionica Roy ha una forza fisica notevole grazie a duri allenamenti con cui può spaccare in due un tavolo di legno con un colpo solo e sbattere un uomo contro un muro dando un calcio.
Addestrato da Dinah Laurel Lance e successivamente dal suo migliore amico Dick Grayson, Roy è un ottimo combattente, esperto di diverse arti marziali come le Mixed martial arts o la kickboxing è anche abile nel parkour imparato a The Glades il quartiere più duro di starling city. Grazie ai suoi eccezionali riflessi è in grado di schivare proiettili (anche a breve distanza) e afferrare frecce lanciate anche dal suo mentore. Roy è anche un maestro di Moo Gi Gong, che gli permette di usare qualsiasi oggetto come un'arma. Nei panni di Red Arrow oltre arco e frecce fa anche uso di Bastoni Eskrima, freccette, pugnali da lancio e pistole.
Roy parla anche giapponese e russo.

## Altri media
- La prima apparizione televisiva di Roy/Speedy è nel segmento dedicato ai Teen Titans della serie animata The Superman/Aquaman Hour of Adventure, dove è doppiato da Pat Harrington, Jr..
- Speedy è spesso apparso nella serie animata Teen Titans, dove è doppiato da Mike Erwin. Il suo vero nome non viene rivelato, ma l'aspetto fisico è basato su quello di Roy Harper.
- Un'altra apparizione di Roy, sempre nei panni di Speedy, è nel cartone Justice League Unlimited, episodio 2x07. Ha un aspetto più adulto e si definisce "ex-partner" di Freccia Verde. Come in Teen Titans, è doppiato da Mike Erwin.
- Speedy compare in Batman: The Brave and the Bold, nell'episodio 1x07 "Il risveglio del caduto", doppiato da Jason Marsden. Batman, in forma di spirito, possiede il corpo di Roy per chiedere a Freccia Verde di dissotterrare la sua bara. Appare poi in "Assistenti alla riscossa!", dove combatte contro Ra's al Ghul.
- Roy Harper è un personaggio principale del cartone animato Young Justice, dove compare sia come Speedy che come Red Arrow. È doppiato da Crispin Freeman.
- Colton Haynes dà il proprio volto a Roy nella serie TV Arrow.[1] Nella versione italiana è doppiato da Gabriele Patriarca (nella prima stagione) e da Andrea Mete (nel ridoppiaggio della prima stagione e nella seconda stagione). Appare per la prima volta in Ladro di gioielli (1x15), nei panni di un ladro che ruba la borsa di Thea Queen; poi in "Ritorno della Cacciatrice" (1x17) e "Ultima vittima" (1x18), dove inizia a lavorare nel night club di Oliver. Nell'episodio 1x20 decide di trovare Freccia Verde per ringraziarlo di avergli salvato la vita durante una delle sue missioni. Roy viene promosso a personaggio regolare nella seconda stagione della serie[2]; in essa, gli viene iniettato il Mirakuru (sotto l'effetto del quale, uccide anche un poliziotto), e Arrow, per contenerne gli effetti, è costretto a rivelargli la propria identità. Una volta iniettatagli la cura, Roy diventa a tutti gli effetti parte del Team Arrow. Nella terza stagione, per salvare Oliver dalle accuse di essere il vigilante, si fa imprigionare, finge la propria morte ed è costretto a lasciare Starling City per cominciare una nuova vita da un'altra parte, lasciando così la serie. Ritorna nell'ottava stagione in occasione del crossover Crisi di Terre Infinite nei panni di Red Arrow